# Servisch voetbalelftal in 2013
Het Servisch voetbalelftal speelde in totaal tien interlands in het jaar 2013, waaronder zes duels in de kwalificatiereeks voor het WK voetbal 2014 in Brazilië. De ploeg stond onder leiding van bondscoach Siniša Mihajlović, die op 21 mei 2012 was aangesteld door de Servische voetbalbond als opvolger van interim-coach Radovan Ćurčić. Hij wist de ploeg niet naar de WK-eindronde te loodsen. Op de FIFA-wereldranglijst steeg Servië in 2013 van de 37ste (januari 2013) naar de 30ste plaats (december 2013).

## Balans
| Wedstrijden | Wedstrijden | Wedstrijden | Wedstrijden | Doelpunten | Doelpunten | Doelpunten | Punten |
| Gespeeld    | Winst       | Gelijk      | Verlies     | Voor       | Tegen      | Saldo      | Punten |
| ----------- | ----------- | ----------- | ----------- | ---------- | ---------- | ---------- | ------ |
| 10          | 5           | 2           | 3           | 18         | 9          | +9         | 1.200  |

## Interlands
|                                                      |                           |       |                                                 |                                                                                |
| 6 februari Vriendschappelijk № 77 «onderlinge duels» | Cyprus                    | 1 – 3 | Servië                                          | GSP Stadion, Nicosia Toeschouwers: 200 Scheidsrechter: Athanasios Giahos (GRE) |
| 6 februari Vriendschappelijk № 77 «onderlinge duels» | Konstantinos Makridis 19' |       | 33' Dušan Tadić 47' Dušan Tadić 70' Dušan Basta | GSP Stadion, Nicosia Toeschouwers: 200 Scheidsrechter: Athanasios Giahos (GRE) |

|                                                                    |                                    |       |        |                                                                                  |
| 22 maart WK-kwalificatie Groep A № 78 «onderlinge duels» 18:00 uur | Kroatië                            | 2 – 0 | Servië | Stadion Maksimir, Zagreb Toeschouwers: 35.000 Scheidsrechter: Cüneyt Çakır (TUR) |
| 22 maart WK-kwalificatie Groep A № 78 «onderlinge duels» 18:00 uur | Mario Mandžukić 23' Ivica Olić 37' |       |        | Stadion Maksimir, Zagreb Toeschouwers: 35.000 Scheidsrechter: Cüneyt Çakır (TUR) |

|                                                                    |                                     |       |           |                                                                                  |
| 26 maart WK-kwalificatie Groep A № 79 «onderlinge duels» 20:00 uur | Servië                              | 2 – 0 | Schotland | Karađorđe Stadion, Novi Sad Toeschouwers: 7.000 Scheidsrechter: István Vad (HUN) |
| 26 maart WK-kwalificatie Groep A № 79 «onderlinge duels» 20:00 uur | Filip Đuričić 60' Filip Đuričić 65' |       |           | Karađorđe Stadion, Novi Sad Toeschouwers: 7.000 Scheidsrechter: István Vad (HUN) |

|                                                                  |                                           |       |                        |                                                                                             |
| 7 juni WK-kwalificatie Groep A № 80 «onderlinge duels» 20:45 uur | België                                    | 2 – 1 | Servië                 | Koning Boudewijnstadion, Brussel Toeschouwers: 45.844 Scheidsrechter: Stéphane Lannoy (FRA) |
| 7 juni WK-kwalificatie Groep A № 80 «onderlinge duels» 20:45 uur | Kevin De Bruyne 13' Marouane Fellaini 61' |       | 87' Aleksandar Kolarov | Koning Boudewijnstadion, Brussel Toeschouwers: 45.844 Scheidsrechter: Stéphane Lannoy (FRA) |

|                                                                 |                  |       |        |                                                                                 |
| 14 augustus Vriendschappelijk № 81 «onderlinge duels» 20:00 uur | Colombia         | 1 – 0 | Servië | Mini Estadi, Barcelona Toeschouwers: 6.000 Scheidsrechter: Xavier Estrada (ESP) |
| 14 augustus Vriendschappelijk № 81 «onderlinge duels» 20:00 uur | Fredy Guarín 89' |       |        | Mini Estadi, Barcelona Toeschouwers: 6.000 Scheidsrechter: Xavier Estrada (ESP) |

|                                                             |                         |       |                     |                                                                                        |
| 6 september WK-kwalificatie Groep A № 82 «onderlinge duels» | Servië                  | 1 – 1 | Kroatië             | Stadion Crvene Zvezde, Belgrado Toeschouwers: 35.000 Scheidsrechter: Felix Brych (GER) |
| 6 september WK-kwalificatie Groep A № 82 «onderlinge duels» | Aleksandar Mitrović 66' |       | 53' Mario Mandžukić | Stadion Crvene Zvezde, Belgrado Toeschouwers: 35.000 Scheidsrechter: Felix Brych (GER) |

|                                                                        |       |                                                             |        |                                                                                          |
| 10 september WK-kwalificatie Groep A № 83 «onderlinge duels» 20:45 uur | Wales | 0 – 3                                                       | Servië | Cardiff City Stadium, Cardiff Toeschouwers: 7.500 Scheidsrechter: Szymon Marciniak (POL) |
| 10 september WK-kwalificatie Groep A № 83 «onderlinge duels» 20:45 uur |       | 8' Filip Đorđević 38' Aleksandar Kolarov 55' Lazar Marković |        | Cardiff City Stadium, Cardiff Toeschouwers: 7.500 Scheidsrechter: Szymon Marciniak (POL) |

|                                                      |                                   |       |       |                                                                                      |
| 11 oktober Vriendschappelijk № 84 «onderlinge duels» | Servië                            | 2 – 0 | Japan | Karađorđe Stadion, Novi Sad Toeschouwers: 10.000 Scheidsrechter: Fırat Aydınus (TUR) |
| 11 oktober Vriendschappelijk № 84 «onderlinge duels» | Dušan Tadić 59' Miloš Jojić 90+1' |       |       | Karađorđe Stadion, Novi Sad Toeschouwers: 10.000 Scheidsrechter: Fırat Aydınus (TUR) |

|                                                                      | |       |                  |                                                                                            |
| 15 oktober WK-kwalificatie Groep A № 85 «onderlinge duels» 20:30 uur | Servië                                                                                                 | 5 – 1 | Macedonië        | Gradski Stadion Jagodina, Jagodina Toeschouwers: 8.294 Scheidsrechter: Richard Trutz (SVK) |
| 15 oktober WK-kwalificatie Groep A № 85 «onderlinge duels» 20:30 uur | Stefan Ristovski 16' (e.d.) Dušan Basta 19' Aleksandar Kolarov 38' Dušan Tadić 54' Stefan Šćepović 73' |       | 83' Adis Jahović | Gradski Stadion Jagodina, Jagodina Toeschouwers: 8.294 Scheidsrechter: Richard Trutz (SVK) |

|                                                                 |                       |       |                    |                                                                                    |
| 15 november Vriendschappelijk № 86 «onderlinge duels» 20:30 uur | Rusland               | 1 – 1 | Servië             | Zabeel Stadion, Dubai Toeschouwers: 6.000 Scheidsrechter: Mohamed Al Zarouni (UAE) |
| 15 november Vriendschappelijk № 86 «onderlinge duels» 20:30 uur | Aleksandr Samedov 30' |       | 31' Filip Đorđević | Zabeel Stadion, Dubai Toeschouwers: 6.000 Scheidsrechter: Mohamed Al Zarouni (UAE) |

## FIFA-wereldranglijst
| JAN | FEB | MAR | APR | MEI | JUN | JUL | AUG | SEP | OKT | NOV | DEC |
| --- | --- | --- | --- | --- | --- | --- | --- | --- | --- | --- | --- |
| 37  | 36  | 35  | 40  | 40  | 36  | 41  | 41  | 43  | 28  | 30  | 30  |

## Statistieken
| Vladimir Stojković   | 1983-07-28 | FK Partizan          | 8  | 0 | 0 | 50 | 0 |
| Željko Brkić         | 1986-07-09 | Udinese Calcio       | 1  | 0 | 0 | 9  | 0 |
| Damir Kahriman       | 1983-07-28 | Tavrija Simferopol   | 1  | 0 | 0 | 1  | 0 |
| Predrag Rajković     | 1995-10-31 | FK Jagodina          | 1  | 0 | 0 | 1  | 0 |
| Verdediging          |            |                      |    |   |   |    |   |
| Branislav Ivanović   | 1984-02-22 | Chelsea FC           | 10 | 0 | 0 | 65 | 3 |
| Aleksandar Kolarov   | 1985-11-10 | Manchester City      | 7  | 0 | 3 | 45 | 4 |
| Matija Nastasić      | 1993-03-28 | Manchester City      | 7  | 0 | 0 | 14 | 0 |
| Dušan Basta          | 1984-08-18 | Udinese Calcio       | 6  | 1 | 2 | 12 | 2 |
| Neven Subotić        | 1988-12-10 | Borussia Dortmund    | 5  | 0 | 0 | 35 | 2 |
| Nenad Tomović        | 1987-08-30 | AC Fiorentina        | 4  | 0 | 0 | 14 | 0 |
| Antonio Rukavina     | 1984-01-26 | Real Valladolid      | 3  | 2 | 0 | 28 | 0 |
| Milan Biševac        | 1983-08-31 | Olympique Lyonnais   | 3  | 0 | 0 | 17 | 0 |
| Slobodan Rajković    | 1989-02-03 | Hamburger SV         | 1  | 0 | 0 | 13 | 0 |
| Branislav Trajković  | 1989-08-29 | FK Partizan          | 0  | 1 | 0 | 1  | 0 |
| Middenveld           |            |                      |    |   |   |    |   |
| Filip Đuričić        | 1992-01-30 | SL Benfica           | 5  | 1 | 2 | 14 | 4 |
| Ljubomir Fejsa       | 1988-08-14 | SL Benfica           | 5  | 1 | 0 | 16 | 0 |
| Ivan Radovanović     | 1988-08-29 | Chievo Verona        | 4  | 2 | 0 | 10 | 0 |
| Nemanja Matić        | 1988-08-01 | Chelsea FC           | 4  | 0 | 0 | 9  | 0 |
| Luka Milivojević     | 1991-04-07 | RSC Anderlecht       | 3  | 3 | 0 | 7  | 0 |
| Radosav Petrović     | 1989-03-08 | Gençlerbirliği       | 1  | 8 | 0 | 37 | 1 |
| Aleksandar Ignjovski | 1991-01-27 | Werder Bremen        | 1  | 0 | 0 | 11 | 0 |
| Zdravko Kuzmanović   | 1987-09-22 | Inter Milaan         | 1  | 0 | 0 | 46 | 6 |
| Dejan Stanković      | 1978-09-11 | Inter Milan          | 1  | 0 | 0 | 40 | 3 |
| Nenad Krstičić       | 1990-07-03 | Sampdoria            | 0  | 3 | 0 | 3  | 0 |
| Andrija Živković     | 1996-07-11 | FK Partizan          | 0  | 2 | 0 | 2  | 0 |
| Miloš Jojić          | 1992-03-19 | FK Partizan          | 0  | 1 | 1 | 1  | 1 |
| Aanval               |            |                      |    |   |   |    |   |
| Dušan Tadić          | 1988-11-20 | FC Twente            | 7  | 3 | 4 | 21 | 5 |
| Zoran Tošić          | 1987-04-28 | CSKA Moskou          | 7  | 0 | 0 | 52 | 8 |
| Filip Đorđević       | 1987-09-28 | FC Nantes            | 5  | 3 | 2 | 9  | 3 |
| Lazar Marković       | 1994-03-02 | SL Benfica           | 3  | 0 | 1 | 9  | 2 |
| Aleksandar Mitrović  | 1994-09-16 | RSC Anderlecht       | 3  | 0 | 1 | 3  | 1 |
| Marko Šćepović       | 1991-05-23 | Olympiakos Piraeus   | 1  | 2 | 0 | 5  | 0 |
| Miralem Sulejmani    | 1988-12-05 | SL Benfica           | 1  | 2 | 0 | 15 | 1 |
| Alen Stevanović      | 1991-01-07 | US Palermo           | 1  | 1 | 0 | 3  | 0 |
| Nikola Đurđić        | 1986-04-01 | SpVgg Greuther Fürth | 1  | 0 | 0 | 1  | 0 |
| Stefan Šćepović      | 1990-01-10 | Sporting Gijón       | 0  | 3 | 1 | 7  | 1 |

FSS · A-internationals · Bondscoaches · Statistieken · Servisch vrouwenelftal · Olympisch elftal · Servië U21 · Servië U20 · Servië U19 · Servië U17 · Servië en Montenegro U19 · Servië en Montenegro U17
2003 – 2006** · 
2006 – 2009 · 
2010 – 2019 ·
2020 − 2029
EK 2008 · 
EK 2012 · 
EK 2016 ·
EK 2020
WK 2006** · 
WK 2010 · 
WK 2014 · 
WK 2018 ·
WK 2022
OS 2004** · 
OS 2008 · 
OS 2012 ·
OS 2016 ·
OS 2020
2006 · 
2007 · 
2008 · 
2009 · 
2010 · 
2011 · 
2012 · 
2013 · 
2014 · 
2015 · 
2016 ·
2017 ·
2018 ·
2019 ·
2020 ·
2021 ·
2022
Albanië ·
Algerije ·
Armenië ·
Australië ·
Azerbeidzjan ·
Bahrein ·
België ·
Bolivia ·
Brazilië ·
Bulgarije ·
Chili ·
China ·
Colombia ·
Costa Rica ·
Cyprus ·
Denemarken ·
Dominicaanse Republiek ·
Duitsland ·
Engeland ·
Estland ·
Faeröer ·
Finland ·
Frankrijk ·
Georgië ·
Ghana ·
Griekenland ·
Honduras ·
Hongarije ·
Ierland ·
Israël ·
Italië ·
Jamaica ·
Japan ·
Jordanië ·
Kameroen ·
Kazachstan ·
Kroatië · 
Litouwen ·
Luxemburg ·
Marokko ·
Mexico ·
Moldavië ·
Montenegro ·
Nieuw-Zeeland ·
Nigeria ·
Noord-Ierland ·
Noord-Macedonië ·
Noorwegen ·
Oekraïne ·
Oostenrijk ·
Panama ·
Paraguay ·
Polen ·
Portugal ·
Qatar ·
Roemenië ·
Rusland ·
Schotland ·
Slovenië ·
Spanje ·
Tsjechië ·
Turkije ·
Verenigde Staten ·
Wales ·
Zuid-Afrika ·
Zuid-Korea ·
Zweden ·
Zwitserland
Brazilië (2018) · 
Costa Rica (2018) · 
Duitsland (2010) · 
Ghana (2010) · 
Kameroen (2022) · 
Zwitserland (2018)
** = Onder de naam Servië en Montenegro